# أولاد بن اسليمان (بني تسيريس)
أولاد بن اسليمان هو دُوَّار يقع بجماعة بني تسيريس، إقليم سيدي بنور، جهة الدار البيضاء سطات في المملكة المغربية. ينتمي الدوّار لمشيخة بني تسيريس التي تضم 19 دوار. يقدر عدد سكانه بـ 152 نسمة حسب الإحصاء الرسمي للسكان والسكنى لسنة 2004.

## روابط خارجية
- البوابة الوطنية للجماعات الترابية
- المندوبية السامية للتخطيط